# Ryczywół (Groot-Polen)
Ryczywół is een dorp in het Poolse woiwodschap Groot-Polen, in het district Obornicki. De plaats maakt deel uit van de gemeente Ryczywół en telt 2000 inwoners.